# Pangeureunan
Pangeureunan is een bestuurslaag in het regentschap Garut van de provincie West-Java, Indonesië. Pangeureunan telt 5334 inwoners (volkstelling 2010).